# Grand Prix Formule 1 van Spanje 1986
De Grand Prix Formule 1 van Spanje 1986 werd gehouden op 13 april 1986 in Jerez.

## Uitslag
| Positie | Nummer | Rijder             | Team                   | Ronden | Tijd/Opgave     | Startplaats | Punten |
| ------- | ------ | ------------------ | ---------------------- | ------ | --------------- | ----------- | ------ |
| 1       | 12     | Ayrton Senna       | Lotus-Renault          | 72     | 1:48:47.735     | 1           | 9      |
| 2       | 5      | Nigel Mansell      | Williams-Honda         | 72     | + 0.014         | 3           | 6      |
| 3       | 1      | Alain Prost        | McLaren-TAG            | 72     | + 21.552        | 4           | 4      |
| 4       | 2      | Keke Rosberg       | McLaren-TAG            | 71     | + 1 Ronde       | 5           | 3      |
| 5       | 19     | Teo Fabi           | Benetton-BMW           | 71     | + 1 Ronde       | 9           | 2      |
| 6       | 20     | Gerhard Berger     | Benetton-BMW           | 71     | + 1 Ronde       | 7           | 1      |
| 7       | 18     | Thierry Boutsen    | Arrows-BMW             | 68     | + 4 Rondes      | 19          |        |
| 8       | 16     | Patrick Tambay     | Lola-Hart              | 66     | + 6 Rondes      | 18          |        |
| NF      | 11     | Johnny Dumfries    | Lotus-Renault          | 52     | Versnellingsbak | 10          |        |
| NF      | 3      | Martin Brundle     | Tyrrell-Renault        | 41     | Motor           | 12          |        |
| NF      | 26     | Jacques Laffite    | Ligier-Renault         | 40     | Aandrijving     | 8           |        |
| NF      | 17     | Marc Surer         | Arrows-BMW             | 39     | Benzinesysteem  | 22          |        |
| NF      | 6      | Nelson Piquet      | Williams-Honda         | 39     | Motor           | 2           |        |
| NF      | 8      | Elio de Angelis    | Brabham-BMW            | 29     | Versnellingsbak | 15          |        |
| NF      | 25     | René Arnoux        | Ligier-Renault         | 29     | Aandrijving     | 6           |        |
| NF      | 27     | Michele Alboreto   | Ferrari                | 22     | Wiellager       | 13          |        |
| NF      | 4      | Philippe Streiff   | Tyrrell-Renault        | 22     | Motor           | 20          |        |
| NF      | 22     | Christian Danner   | Osella-Alfa Romeo      | 14     | Motor           | 23          |        |
| NF      | 28     | Stefan Johansson   | Ferrari                | 11     | Remmen          | 11          |        |
| NF      | 21     | Piercarlo Ghinzani | Osella-Alfa Romeo      | 10     | Motor           | 21          |        |
| NF      | 7      | Riccardo Patrese   | Brabham-BMW            | 8      | Versnellingsbak | 14          |        |
| NF      | 23     | Andrea de Cesaris  | Minardi-Motori Moderni | 1      | Differentieel   | 24          |        |
| NF      | 14     | Jonathan Palmer    | Zakspeed               | 0      | Botsing         | 16          |        |
| NF      | 15     | Alan Jones         | Lola-Hart              | 0      | Botsing         | 17          |        |
| NF      | 24     | Alessandro Nannini | Minardi-Motori Moderni | 0      | Differentieel   | 25          |        |

## Statistieken
| Pole-position | Ayrton Senna  | Lotus-Renault  | 1:21.605 |
| Snelste ronde | Nigel Mansell | Williams-Honda | 1:27.176 |

## Noot
- Dit was de honderdste Grand Prix-start voor Keke Rosberg. Hiermee was Rosberg de 24ste coureur die minstens 100 Grands Prix had gereden.

1913 · 1923 · 1926 · 1927 · 1933 · 1934 · 1935 · 1951 · 1954 · 1967 · 1968 · 1969 · 1970 · 1971 · 1972 · 1973 · 1974 · 1975 · 1976 · 1977 · 1978 · 1979 · 1980 · 1981 · 1986 · 1987 · 1988 · 1989 · 1990 · 1991 · 1992 · 1993 · 1994 · 1995 · 1996 · 1997 · 1998 · 1999 · 2000 · 2001 · 2002 · 2003 · 2004 · 2005 · 2006 · 2007 · 2008 · 2009 · 2010 · 2011 · 2012 · 2013 · 2014 · 2015 · 2016 · 2017 · 2018 · 2019 · 2020 · 2021 · 2022 · 2023 · 2024 · 2025 · 2026